# Museo storico della Liberazione
Il Museo storico della Liberazione di Roma raccoglie documenti originali, cimeli, giornali e manifesti, volantini, scritti e materiali iconografici relativi all'occupazione nazifascista di Roma e alla lotta che valse alla città di Roma la medaglia d'oro al valor militare per la guerra di Liberazione nell'ambito della Resistenza italiana durante la Seconda guerra mondiale.
Il Museo ha sede nei medesimi locali dell'edificio in via Tasso che, durante l'occupazione nazifascista di Roma, divenne tristemente famoso come luogo di reclusione e tortura da parte delle SS per oltre 2000 antifascisti, molti dei quali caddero fucilati a Forte Bravetta o uccisi alle Fosse Ardeatine.
Le celle restaurate come i tedeschi in fuga le lasciarono, popolate dalle memorie e persino dai graffiti originali tracciati da chi vi patì tortura e privazioni prima di vedersi strappata la vita, sono testimoni del dramma e della scelta civile di italiani di ogni ceto e di ogni famiglia politica che diedero vita alla Resistenza. Non si tratta quindi di un museo nel senso più comune del termine, ma piuttosto di un realistico e reale monumento, un documento storico che ne contiene altri e le cui stesse pareti sono testimoni capaci di suscitare emozione.
Al Museo è annessa una biblioteca che raccoglie testi, collezioni di giornali, opuscoli e materiali relativi soprattutto alla guerra, alla Lotta di Liberazione e ai movimenti politici che l'animarono.

## Storia dell'edificio
L'edificio che attualmente ospita il Museo fu costruito sul finir degli anni trenta su terreno per iniziativa di Francesco Ruspoli, I duca di Morignano (1891-1970). Appena terminato, lo stabile di quattro piani più attico, con due ingressi in via Tasso 145 e 155 e giardino interno, fu affittato all'ambasciata tedesca a Roma - allora ubicata nella Villa Wolkonsky - in via Conte Rosso, a soli trecento metri di distanza.
Via Tasso si trova nel rione Esquilino, nei pressi della basilica di San Giovanni in Laterano e di piazza Vittorio Emanuele II. 
Il terreno era occupato in origine da villa Giustiniani, e fu edificato nell'ultimo ventennio del XIX secolo, prevalentemente con fabbricati destinati a civile abitazione o a collegi ed istituzioni religiosi, come l'attiguo collegio Santa Maria, affacciato su viale Alessandro Manzoni, sul quale si immette via Tasso. Il giardino di pertinenza del fabbricato che ora ospita il museo confina con un lembo superstite del giardino della villa Giustiniani, lungo via Berni, che ne include la palazzina superstite, ora affidata ai francescani. 
L'area include diversi ruderi romani, inclusa una struttura ad esedra il cui profilo curvo verso è ribadito dall'edificio verso est, sul lato opposto alla facciata nella quale si aprono i due portoni ai civici 145 e 155.

### Sede diplomatica ed Istituto culturale tedesco
L'ambasciata tedesca ne fece sede del proprio ufficio culturale e degli addetti militari e di polizia. Quest'ultimo incarico fu assunto dall'hauptsturmführer (capitano) delle SS Herbert Kappler nelle vesti di attaché diplomatico. Kappler, come funzionario della Sicherheitspolizei (Polizia di sicurezza o SIPO, dalla quale dipendeva la Gestapo), ottenne sin dal 1939 libero accesso presso il Ministero dell'interno italiano.

### Carcere e caserma delle SS
Dopo la resa dei reparti delle regie Forze Armate che avevano difeso Roma dall'intervento militare tedesco causato dall'armistizio chiesto ed ottenuto dal governo Badoglio (firmato in data 8 Settembre 1943), l'edificio fu interamente destinato a sede della SIPO e dello SD, alla cui guida rimase sempre Kappler, frattanto promosso al grado di Obersturmbannführer (tenente colonnello).
Mentre l'ala sinistra, al civico 155, fu adibita a caserma ed uffici delle SS, su decisione dello stesso Kappler in quella destra, al civico 145, fu installato il tristemente noto Hausgefängnis, letteralmente "casa-prigione". Questo era un carcere provvisorio giustificato dalla necessità di tenere le persone arrestate a disposizione durante lo svolgimento delle indagini. Le due ali dell'edificio erano collegate tra loro tramite corridoi passanti al primo ed al terzo piano.
Nell'ala destinata a carcere le stanze degli appartamenti ai piani dal secondo al quinto furono trasformate in celle (alcune organizzate in "sezione femminile"), mentre piano terra e seminterrato vennero destinati a magazzino. Gli appartamenti al primo piano furono impiegati per ospitare la fureria, l'ufficio matricola e l'archivio. In tali locali erano conservati gli effetti personali dei prigionieri e le loro schede personali.
La trasformazione degli appartamenti in prigione fu eseguita in modo pratico e sbrigativo. Rimossi gli arredi mobili, le camere, le cucine e i ripostigli furono semplicemente convertiti in celle murando dall'interno le finestre (con gli avvolgibili abbassati all'esterno; i ripostigli erano ciechi e angusti) e applicando una grata in ferro nel sopraluce (circa 70 x 50 cm) delle porte per civile abitazione in legno tamburato, lasciate in opera, nelle quali venne creato uno spioncino semplicemente praticandovi un foro protetto da un dischetto in compensato ruotabile dall'esterno. 
Il bagno di ogni appartamento fu lasciato alla propria funzione, anch'esso con la finestra murata ed un sopraluce con grata.
Le celle ricavate nei ripostigli erano destinate alla segregazione, le altre ospitavano più reclusi. Alle pareti vennero lasciati i rivestimenti esistenti (piastrelle a mezza altezza nei servizi, carta da parati e pittura decorative nelle stanze).
L'impianto elettrico esistente fu disattivato e, in un primo momento, le celle ricevevano un po' di luce e d'aria esclusivamente dai sopraluce che affacciavano tutti sul locale d'ingresso dell'appartamento, privo di finestre. Con l'aumentare del numero dei prigionieri reclusi la situazione igienica si fece oltremodo precaria e, a partire dal febbraio del 1944, fu deciso di aprire delle piccole feritoie (25x15cm circa) alla base della muratura di tamponatura delle finestre, in modo da fornire più aria e luce ai vani. Tali aperture erano protette all'interno da una grata e all'esterno da una piastra metallica. Le celle vennero inoltre illuminate - escluse quelle di segregazione - installando in ciascun vano una lampadina elettrica.
Nella primavera successiva l'affollamento del carcere divenne tale da spingere i tedeschi alla creazione di ulteriori aperture per l'aerazione (40x25 cm circa) nella muratura di tamponatura delle finestre, presso il soffitto, a circa 2,5 metri dal pavimento, protette dall'esterno con una bocca di lupo. Vennero inoltre riaperte le finestre dei bagni, cui vennero apposte robuste inferriate, ma vi furono rimosse le porte, in modo da poter controllare a vista i reclusi quando vi accedevano, ottenendo anche l'effetto di umiliarli. Le celle erano prive di altri arredi se non dei tavolacci individuali da impiegare come brande, quasi sempre insufficienti rispetto al numero dei reclusi, diversi dei quali erano pertanto costretti a dormire direttamente sul pavimento.

### Le condizioni dei reclusi
Le condizioni dei prigionieri del carcere di via Tasso erano senz'altro peggiori anche di quelle sofferte dai detenuti nei Bracci 3 e 6 del carcere romano di Regina Coeli, anch'essi gestiti dai tedeschi.
Appena giunti alla prigione i detenuti erano registrati e, di norma, venivano privati degli effetti personali, raccolti all'ufficio matricola. Ad ognuno venivano date in dotazione una coperta militare, una gavetta metallica ed un cucchiaio di legno.
Alle 07:00, suonata la sveglia, i prigionieri dovevano rapidamente mettersi in ordine e piegare nel modo prescritto la propria coperta ed attendere composti l'ispezione dei carcerieri, guidata da un sottufficiale delle SS, alla cui discrezione erano affidate eventuali richieste di visita medica. La visita il più delle volte non era concessa, neanche a chi era visibilmente sofferente.
Erano teoricamente previste visite mediche di routine il martedì ed il venerdì, ma solo raramente venivano effettuate.
A ispezione terminata, ogni singolo gruppo di prigionieri rinchiusi in una cella veniva portato collettivamente al bagno, anche d'inverno a torso nudo, e ciascuno aveva a disposizione solo due minuti per le abluzioni. Il passaggio al bagno era obbligatorio e non teneva conto delle condizioni fisiche di ciascuno, che potevano anche essere serie ad esempio per le torture subite durante gli interrogatori.
I prigionieri ritenuti meno pericolosi, detenuti per imputazioni meno gravi, erano quindi impegnati sotto sorveglianza nello svolgimento di servizi quali la pulizia degli ambienti, delle celle, dei servizi, dei corridoi e delle scale, o persino la sistemazione e la cura del giardino interno di pertinenza del carcere. Tali servizi erano persino ambiti, in quanto il duro regime carcerario non consentiva alcuno svago, neanche la lettura, e di norma le conversazioni tra detenuti erano vietate e duramente represse. Non era previsto l'accesso a conforti religiosi, né visite dei parenti.
L'unico pasto della giornata veniva servito per pranzo, ad orari variabili, in quanto esso giungeva da Regina Coeli, non essendo il carcere di via Tasso dotato di proprie cucine per i pasti dei detenuti. 
Di norma il pasto consisteva in tre quarti di litro di una brodaglia molto lenta con qualche pezzo di patate e verdure (normalmente cavoli), senza sale o spezie, versata nella gavetta individuale in dotazione, accompagnata da due panini da circa 1 etto l'uno. I prigionieri assenti al momento della distribuzione - ad esempio perché sottoposti a interrogatorio - semplicemente saltavano il pasto. Nella primavera del 1944, con le crescenti difficoltà di approvvigionamento che fecero dilagare la fame in città anche tra le truppe tedesche, la razione quotidiana di brodaglia venne ridotta a mezzo litro. Tale magrissima razione poteva essere integrata una volta alla settimana dalle famiglie dei reclusi, che potevano recare ad ogni singolo congiunto un solo uovo sodo assieme ad un cambio di biancheria. Null'altro era concesso ed il cambio era esaminato per evitare fosse occasione di passaggio di messaggi. In diverse occasioni, tuttavia, tali messaggi passarono ugualmente, occultati cucendoli all'interno di risvolti o mascherandoli da rammendi nella cui trama era possibile a fatica leggere parole.
Tra le 17:00 e le 20:00 i prigionieri potevano nuovamente recarsi al bagno, ove lavavano la gavetta e la riempivano d'acqua da bere, che doveva bastare sino al mattino successivo. Alle 20:00 suonava il silenzio e per nessun motivo era consentito uscire dalle celle sino alle 07:00 del mattino seguente. Era inoltre proibito parlare anche tra prigionieri della stessa cella e chi avesse contravvenuto poteva essere punito, ad esempio con la segregazione nelle celle ricavate dai ripostigli.
Non era infrequente, tuttavia, che i detenuti fossero strappati dalle loro celle nel cuore della notte per essere privati del sonno e sottoposti a lunghi interrogatori, spesso accompagnati da sevizie e da vere e proprie torture, al fine di far loro rivelare gli organigrammi delle organizzazioni resistenziali clandestine e tradire i propri compagni consentendone l'arresto. Anche feriti e lividi per le percosse e le torture subite, i detenuti venivano ricondotti di norma direttamente nelle loro celle a termine interrogatorio, al fine di terrorizzare i loro compagni.

### La fine del carcere e la liberazione
Durante la liberazione di Roma, il 4 giugno 1944, l'edificio che ora ospita il Museo fu sgomberato in tutta fretta dai nazisti, che approntarono due autocarri per trasferire i prigionieri a Verona. Per un guasto ad uno dei camion (uno SPA) adibiti al loro trasporto, furono costretti ad abbandonare nell'edificio, sotto chiave, i detenuti che non poterono trasferire: tra questi vi erano anche il comandante delle Brigate Matteotti Giuseppe Gracceva, il docente Arrigo Paladini (poi divenuto direttore del Museo istituito proprio nello stabile di Via Tasso) ed il grafico e pittore Sergio Ruffolo e il fratello maggiore (notaio) Nicola Ruffolo che entrarono a via Tasso verso la fine di maggio (dopo il passaggio per Regina Coeli e la Pensione Iaccarino) e furono interrogati da Kappler. Nicola Ruffolo fuggì durante la notte tra il 5 e il 6 giugno gettandosi dal torpedone all'altezza di Ficulle che lo deportava verso la Germania. Poco dopo l'allontanamento dei tedeschi, lo stabile fu preso d'assalto dalla popolazione, che liberò i prigionieri e lo saccheggiò. Nelle stesse ore, l'altro gruppo di 14 reclusi in via di trasferimento, tra i quali il sindacalista socialista ed ex-deputato Bruno Buozzi, venne sommariamente passato per le armi in località La Storta, lungo la via Cassia, sulla via di fuga dei tedeschi in ritirata, in quello che viene ricordato come l'"eccidio de La Storta".
Il 19 febbraio del 1944 il dottor Rodosindo Cardente fu chiamato per assistere un paziente in via Tasso n. 155, scoprendo in quel momento le tremende condizioni in cui versavano i prigionieri ivi reclusi tra cui il colonnello Giuseppe Cordero Lanza di Montezemolo. Dopo il licenziamento del medico incaricato dell'istituto, Cardente fu obbligato contro il suo volere dai tedeschi a prenderne il posto, diventando così testimone delle torture ordinate da Herbert Kappler. Il dottore si adoperò con solerzia per mantenere in vita i reclusi, nonostante le precarie condizioni igieniche in cui versavano e le torture subite, nella speranza che gli Alleati arrivassero presto a liberare Roma e i prigionieri di Via Tasso. Al termine della guerra, la sua testimonianza fu decisiva per inchiodare Kappler alle proprie responsabilità.
Lo stabile di Via Tasso fu quindi occupato da famiglie di sfollati che avevano perso la loro casa a causa della guerra.

## Nascita del Museo
Il 15 giugno 1950 la principessa Josepha Ruspoli in Savorgnan di Brazzà, proprietaria dell'immobile, siglò un atto di donazione allo Stato di quattro degli appartamenti che erano stati impiegati come carcere, perché fossero destinati ad ospitare in via esclusiva e permanente un "Museo storico della lotta di Liberazione in Roma".
Tra il 1953 e il 1954 le ultime famiglie di sfollati che ancora occupavano l'edificio ottennero nuovi alloggi e lasciarono lo stabile.
Venne quindi costituito un "Comitato per la realizzazione del Museo" che curò la raccolta di documenti e cimeli da custodire ed esporre raccogliendoli anche grazie ad appelli alla cittadinanza.
A presiedere il Comitato fu chiamato l'allora presidente dell'Istituto Storico del Risorgimento, Alberto Maria Ghisalberti. La realizzazione del museo fu curata, per incarico del Ministero della pubblica istruzione, dal direttore della Biblioteca di Archeologia e Storia dell'arte, Guido Stendardo, ex membro del CLN di Modena per la Democrazia Cristiana.
Il 4 giugno 1955 il Presidente della Repubblica Giovanni Gronchi inaugurò il primo nucleo del Museo costituito negli appartamenti siti al pian terreno ed al secondo piano.
Il 14 aprile 1957 il Museo venne riconosciuto come Ente Pubblico sotto al tutela del Ministero della pubblica istruzione con Legge 14 aprile 1957, n. 277. La vigilanza sul Museo è poi passata al ministero dei Beni Culturali. La sezione al terzo piano fu inaugurata il 4 agosto 1957.

## Storia del Museo
Gli ambienti donati per la realizzazione del museo furono sottoposti a restauro e ricostruzione, in modo da restituire quasi intatti gli ambienti dell'ex carcere e, al contempo, renderne praticabile la visita; inoltre, le diverse celle furono arredate con esposizioni permanenti di documenti, immagini e cimeli relativi alla funzione di prigione, ai suoi reclusi e ai principali eventi legati all'occupazione nazifascista e alla Resistenza. L'allestimento fu realizzato prendendo a modello quello all'epoca applicato nei sacrari e memoriali militari.
A partire dal 1969, a seguito della morte di Giulio Stendardo, il museo decadde e fu trascurato sino a che, nel 1980 tornò ad essere valorizzato per iniziativa del nuovo presidente, il senatore Paolo Emilio Taviani, medaglia d'oro della Resistenza, una delle figure principali del Movimento Partigiano in Liguria e membro del CLN, poi più volte ministro e uomo politico della DC. Taviani conservò l'incarico sino alla sua morte, avvenuta a Roma il 18 giugno 2001.
Nella sua attività Taviani fu coadiuvato e sostenuto con passione dal nuovo Direttore, il professor Arrigo Paladini, ex detenuto del carcere - miracolosamente scampato alla morte essendo rimastovi abbandonato il 4 giugno 1944 - e in seguito dalla moglie di questi, la signora Elvira Sabbatini Paladini, che ha diretto a lungo il Museo. Attualmente (2024) il direttore del Museo è il professor Roberto Balzani.
La valorizzazione del Museo fu tesa principalmente a conferire forza e continuità all'istituzione come luogo della Memoria da conservare e da trasmettere, incoraggiando in particolare le visite guidate dedicate alle scuole, specialmente per le quali al pianterreno è stata recentemente realizzata una piccola aula didattica e per conferenze. L'affluenza di visitatori è così cresciuta stabilizzandosi intorno alle quindicimila unità annue (2007).
Nel frattempo l'intera ala dell'edificio con accesso al civico n. 145 fu sottoposta a vincolo per il suo notevole interesse storico e gli appartamenti tuttora non trasformati in Museo sono sottoposti al diritto di prelazione dello Stato.
Il Museo fu oggetto di un attentato dinamitardo di stampo antisemita nella notte tra il 22 e il 23 novembre 1999, che fortunatamente provocò scarsi danni. L'8 dicembre 1999 si tenne un'affollata manifestazione di esecrazione per l'attentato e di solidarietà al museo da parte della popolazione romana e delle istituzioni.
Nel 2001, dopo l'istituzione del Giorno della memoria (Legge 20 luglio 2000 n. 211) l'appartamento all'interno 9 fu acquisito e trasformato in sala espositiva monografica dedicata all'antisemitismo, alle Leggi razziali e alla deportazione degli ebrei romani.
Più recentemente, il Museo ha realizzato numerose iniziative di ricerca storica e di sviluppo di basi documentarie consultabili tese all'arricchimento del proprio patrimonio e della sua funzione di informazione e di trasmissione della Memoria, avviando inoltre contatti con altri luoghi ed istituzioni dedicati al ricordo della Resistenza Italiana.

## Patrimonio e sale espositive

### Piano terra

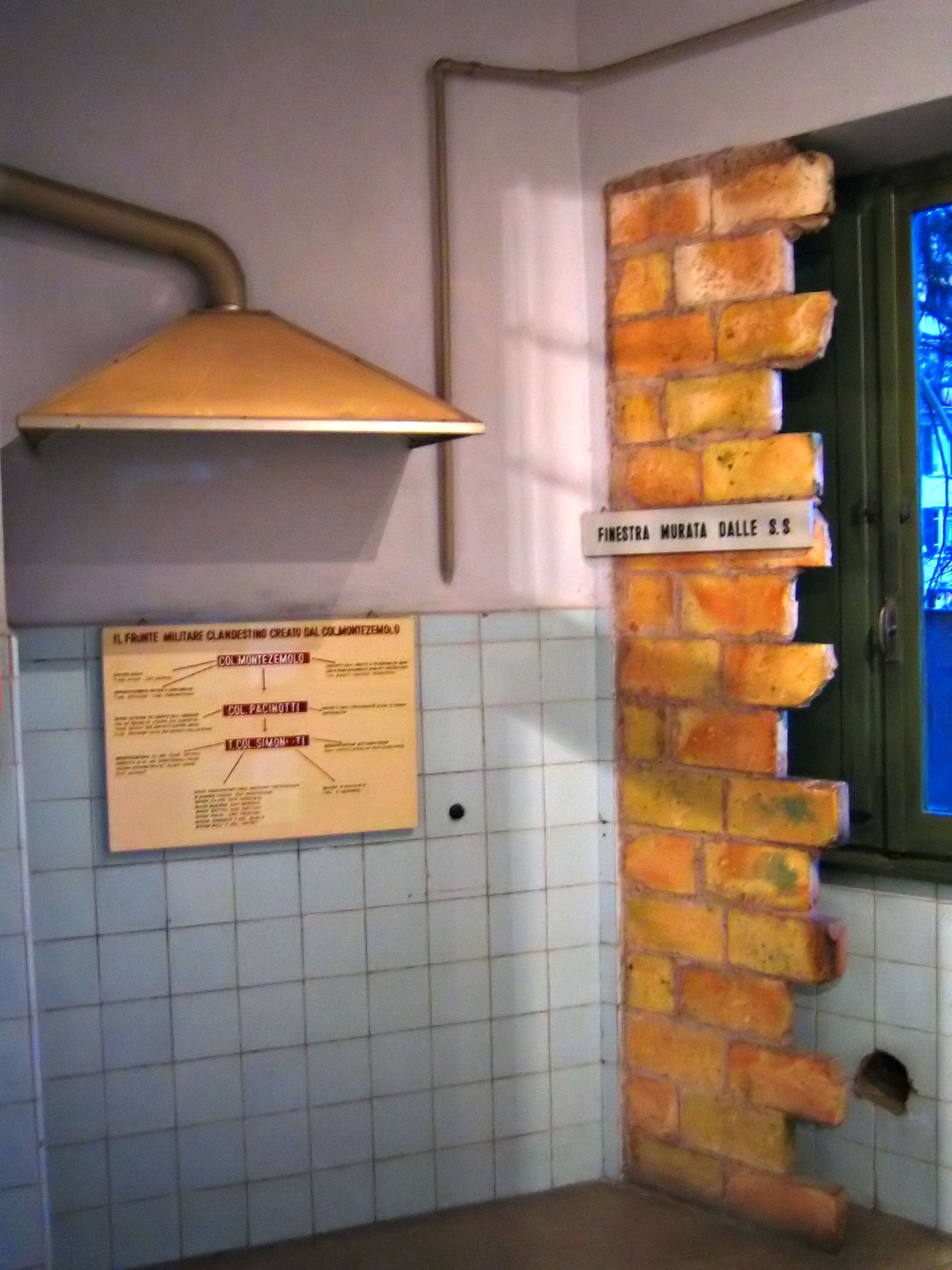
Cucina trasformata in cella.

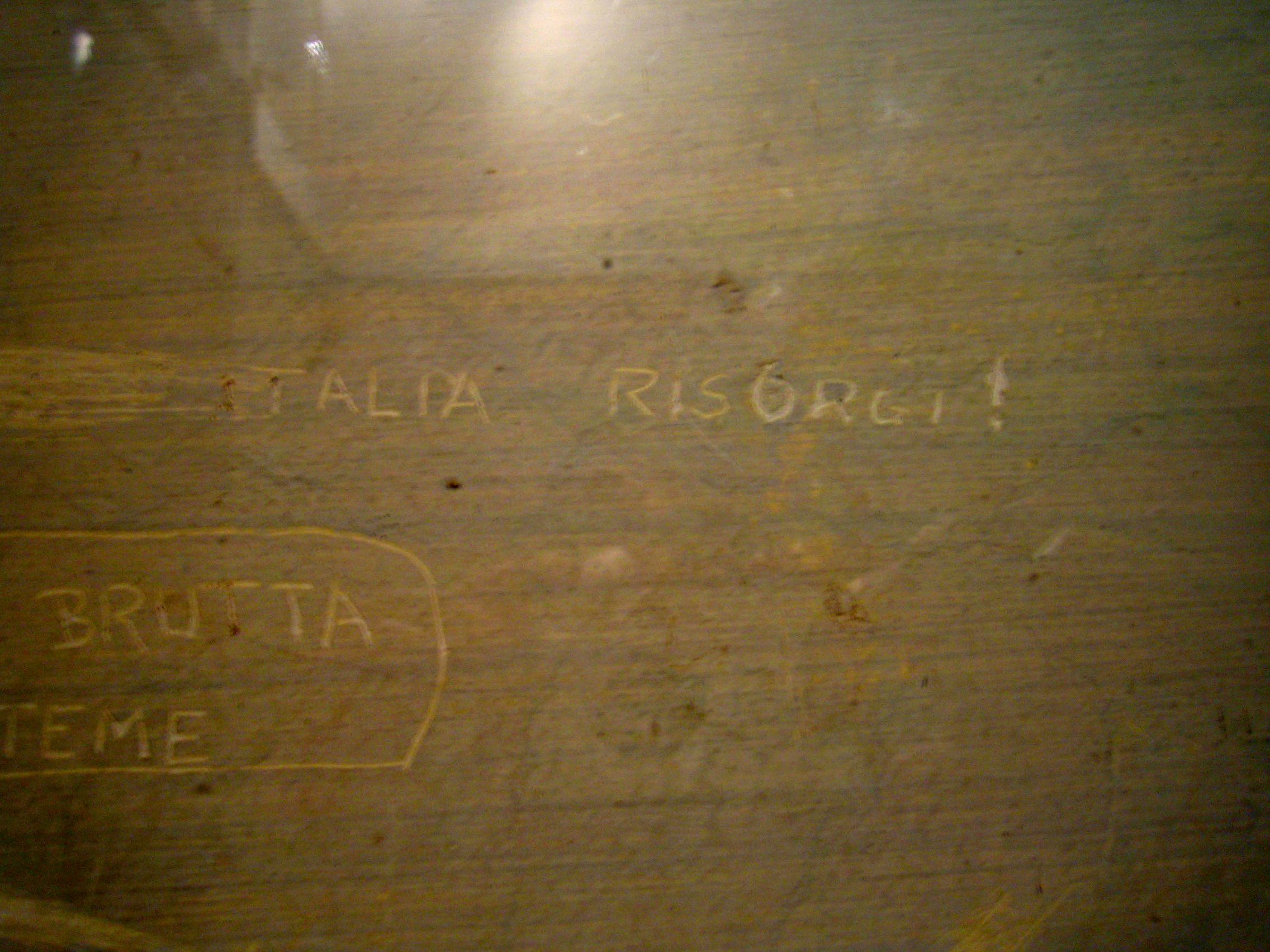
"Italia risorgi!": graffito di un prigioniero.

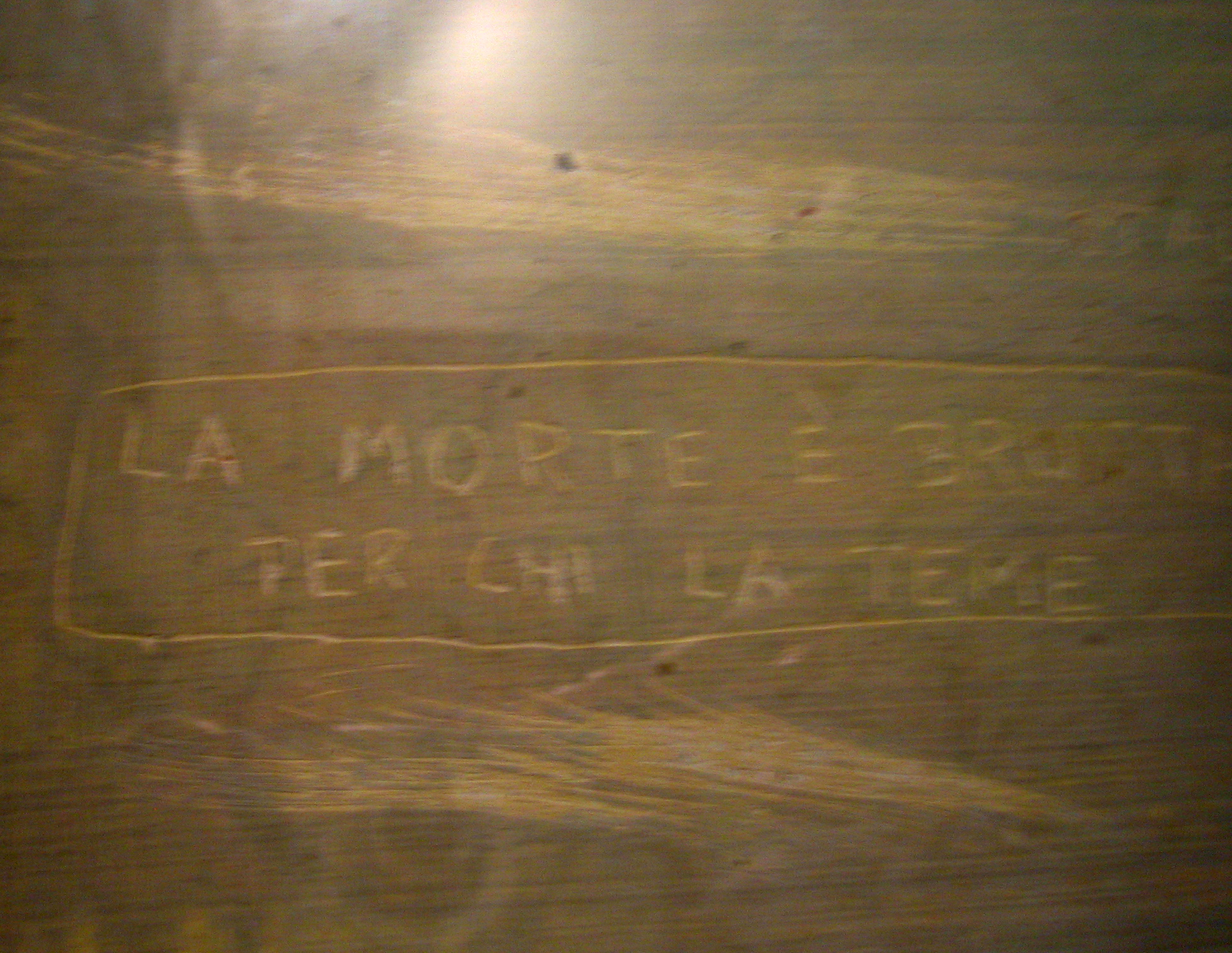
"La morte è brutta per chi la teme": graffito di un prigioniero.

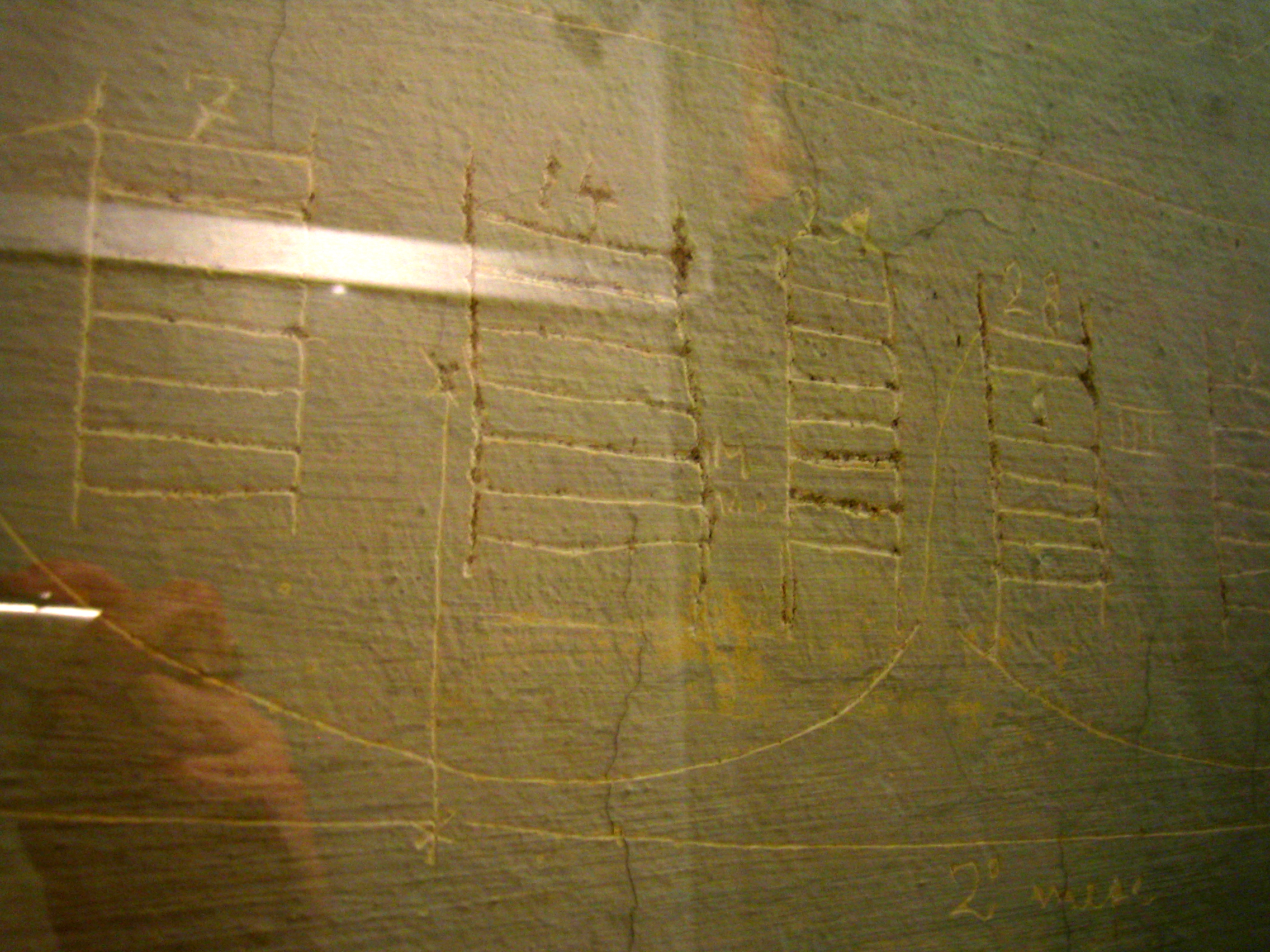
Graffito di un calendario.

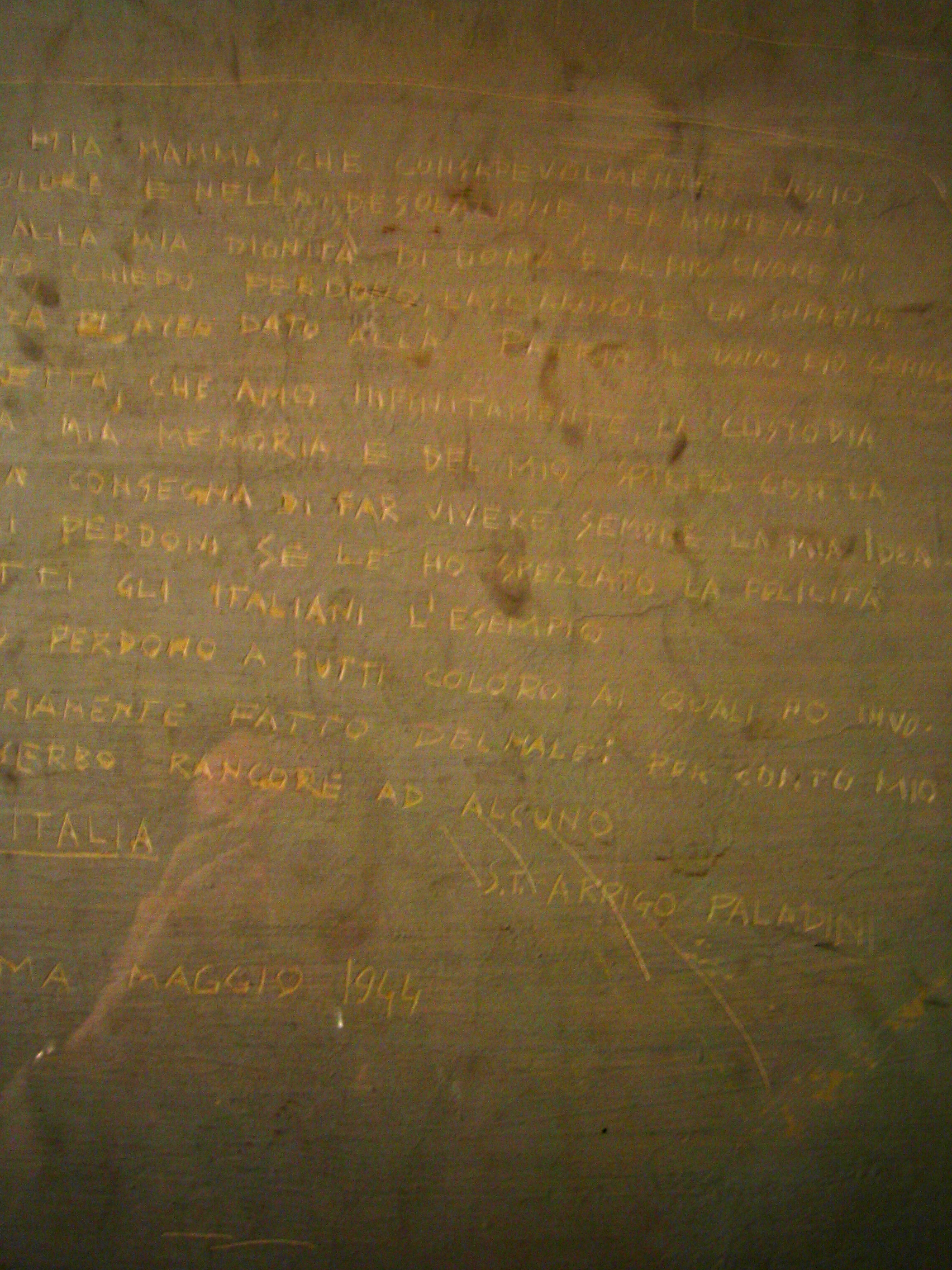
Graffito con la lettera alla madre del sottotenente Arrigo Paladini.

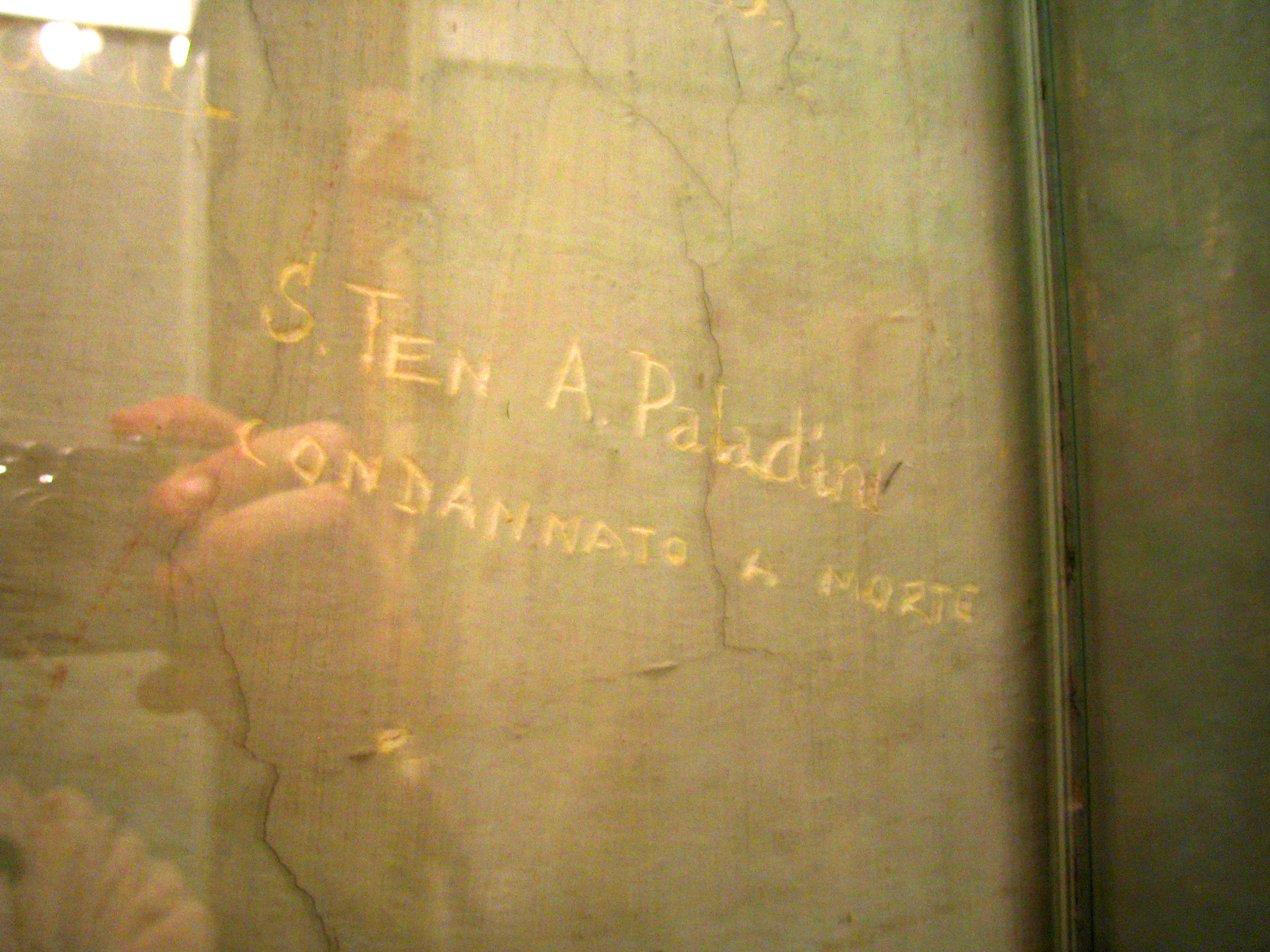
Graffito "Sottotenente Arrigo Paladini condannato a morte".

Il piano terra non ha conservato l'aspetto originario degli uffici amministrativi impiantativi dai tedeschi ed è stato modificato notevolmente soprattutto per la creazione di una sala conferenze, alle cui pareti sono esposti documenti e cimeli relativi alla Resistenza. Tale sala è utilizzata soprattutto per le visite didattiche ed in generale per offrire un profilo del Museo ai gruppi organizzati, oltre che per la presentazione di mostre ed eventi, anche avvalendosi di supporti audiovisivi. Vi è poi un ufficio di accoglienza, l'archivio, la biblioteca e i servizi.

### Secondo piano
Al secondo piano il carcere è stato recuperato esattamente così com'era quando i tedeschi lo abbandonarono, anche nei dettagli. Le stesse porte in legno dipinte in grigio, gli stessi parati, le finestre ancora murate, le grate in ferro, gli spioncini, il pavimento, le maniglie, persino gli stessi interruttori dell'impianto elettrico dei primi anni quaranta.
Dal corpo scala attraverso un normale portoncino d'appartamento si accede all'ingresso sul quale si affacciano le celle, cinque in tutto, sono ricavate da tre stanze, una cucina e un ripostiglio. Quello che era il servizio igienico è chiuso al pubblico ed adibito ad archivio.

#### Cella n. 1
La più grande delle stanze, in origine un salone. Vi furono per questo reclusi un gran numero di prigionieri - tra i quali don Pietro Pappagallo - molti dei quali vittime dell'Eccidio delle Fosse Ardeatine il 24 marzo 1944. Alla loro memoria sono dedicati gli oggetti ed i documenti esposti, da brevi profili dei caduti e sui decorati al valore, sino ad effetti personali trovati sui loro resti quando furono riesumati a fine luglio 1944.

#### Cella n. 2
È uno dei luoghi più impressionanti e significativi del museo. In origine uno stretto ripostiglio di ridottissima cubatura e privo di finestre, la cella era impiegata per segregarvi i prigionieri confinati in isolamento. Le pareti intonacate originali sono protette da lastre trasparenti che proteggono i graffiti tracciati al buio, anche con le unghie, da chi vi era recluso senza speranze. Vi sono i conteggi dei giorni passati in isolamento e delle torture subite, accanto a preghiere, frasi di sfida, coraggio e passione civile, messaggi per chi sarebbe subentrato, sino a vere e proprie lettere e ultime volontà incise da chi era reduce da interrogatori sotto tortura o da chi attendeva il proprio turno per essere condotto davanti al plotone d'esecuzione. In questa cella fu detenuto un intero mese Arrigo Paladini, dal suo arresto il 4 maggio 1944 sino a che fu liberato il 4 giugno successivo dalla popolazione dopo che i tedeschi lo avevano lasciato chiuso in cella durante la loro fuga da Roma.

#### Cella n. 3
Ospita una mostra monografica a ricordo delle decine di prigionieri antifascisti fucilati a Forte Bravetta, uno dei luoghi più tragici per la Resistenza romana che, durante i nove mesi dell'occupazione nazifascista di Roma, fu il luogo ove più numerose furono le esecuzioni fatta eccezione per le Fosse Ardeatine.

#### Cella n. 4
La cella è dedicata alle ultime vittime di via Tasso: i fucilati nell'eccidio de La Storta, compiuto dai tedeschi in fuga verso nord al km. 14 della via Cassia il 4 giugno 1944. I 14 fucilati erano stati evacuati poco prima dal carcere di via Tasso e tra essi v'era Bruno Buozzi, detenuto sotto il falso nome di Mario Alberti.

#### Cella n. 5
Era in origine la cucina dell'appartamento, di cui conserva il lavatoio in pietra, le piastrelle alle pareti e persino una cappa, lasciate in opera dai tedeschi. Il muro che tamponava la finestra - che ha l'infisso originale in legno - è sezionato verticalmente a metà, a scopo illustrativo.
Anche questo piccolo ambiente fu impiegato come cella d'isolamento.
Vi fu confinato il colonnello del Genio Giuseppe Cordero Lanza di Montezemolo, capo del Fronte Militare Clandestino, fucilato alle Fosse Ardeatine. Oltre ad un busto del Martire, vi sono conservati diversi cimeli che lo riguardano, come la bandiera bianca di fortuna con la quale il colonnello, il 10 settembre 1943 attraversò le linee sulla via Tuscolana durante la sfortunata battaglia di popolo per la difesa di Roma per recarsi a trattare con il Feldmaresciallo Albert Kesselring la resa in cambio della concessione dello status di "città libera" e "città aperta", poi prontamente tradito dai tedeschi una volta concluso l'accordo.

### Terzo piano, interno 8
L'appartamento ha una pianta identica a quella del precedente ed è conservato come il primo. In questo caso le celle aperte alla visita sono quattro, essendo sia il bagno che la cucina chiusi ed adibiti ad archivio.

#### Cella n. 11
Vi è rappresentata la cupa atmosfera della guerra, dell'occupazione nazista e del fascismo rifondato nella Repubblica Sociale Italiana attraverso una raccolta di ordini, proclami, ammonizioni, limitazioni alimentari e della libertà, appelli alla delazione.

#### Cella n. 12
Per molti versi è identica alla cella n. 2 del piano inferiore. Tra i graffiti tracciati alle pareti anche quelli lasciati da prigionieri britannici.

#### Cella n. 13
Ospita un'ampia mostra che in un certo senso fa da contraltare alla raccolta allestita nella numero 11. Vi sono i giornali clandestini e testimonianze della Resistenza nascente, inclusi esemplari dei chiodi a quattro punte che a decine di migliaia furono clandestinamente prodotti e impiegati per sabotare i trasporti logistici tedeschi che attraversavano la città ed i suoi dintorni - a dispetto delle vuote proclamazioni di "città aperta" - per alimentare i fronti di Montecassino e di Anzio. Diversi tra i patrioti che producevano tali chiodi furono qui detenuti e furono uccisi alle Fosse Ardeatine. In una teca una pagnotta con inciso l'ultimo messaggio di un giovane condannato a morte: "coraggio mamma".

#### Cella n. 14
Continua idealmente la mostra allestita nella cella precedente, con particolare riferimento alla produzione di manifesti, volantini e proclami lanciati dalla Resistenza alla cittadinanza. Vi è esposta anche il primo tricolore che sventolò sul Campidoglio alla liberazione di Roma, il 4 giugno 1944.

### Terzo piano, interno 9
Ultimo appartamento acquisito dal museo, non è stato riportato all'aspetto originale come i due precedenti, presentando anche qualche differenza planimetrica. È occupato quasi interamente da uffici ed archivi del museo, oltre i servizi comuni. Lungo il corridoio di accesso ed in una sala piuttosto ampia posta sopra parte delle celle 11, 12 e 13, è stata allestita una mostra che documenta l'antisemitismo a Roma e in Italia dal 1938 in poi, con particolare riferimento alla persecuzione, deportazione e sterminio degli ebrei romani.